# Kurt Blum
Pour les articles homonymes, voir Blum.
 (juin 2021).
Si vous disposez d'ouvrages ou d'articles de référence ou si vous connaissez des sites web de qualité traitant du thème abordé ici, merci de compléter l'article en donnant les références utiles à sa vérifiabilité et en les liant à la section « Notes et références ».
Kurt Blum est un photographe et réalisateur suisse de films documentaires, né le 25 août 1922 et mort le 30 décembre 2005 à Berne.

## Biographie
Kurt Blum débute comme photographe à la Bibliothèque nationale à Berne, puis comme photographe indépendant et réalisateur de documentaires pour une clientèle d'entreprises industrielles. 
Il fait partie du Kollegium der Schweizerischen Fotografen (Collège des photographes suisses) aux côtés de Werner Bischof, Walter Läubli, Gotthard Schuh, Jakob Tuggener ou encore Robert Frank et Paul Senn,.
Dans les années 1950 et 1960, Kurt Blum réalise des documentaires sur des artistes, comme Pablo Picasso. En 1981, il ouvre une galerie de peintures et de photographie à Praz (Vully).
Il a exposé son travail dans de nombreuses expositions collectives et ses photographies ont été publiées dans plusieurs livres. Ses œuvres se retrouvent dans plusieurs musées et collections, tel que le Kunstmuseum de Berne.
Blum est connu pour ses portraits d'artistes célèbres comme Fernand Léger, Georges Braque, Pablo Picasso, Sam Francis, Mark Rothko, Alberto Giacometti, Marc Chagall, Willem de Kooning et de nombreux autres artistes contemporains. Ses portraits proviennent presque exclusivement des ateliers des artistes et offrent un éclairage important sur leur travail.
Il travaille dans une certaine réciprocité avec les artistes. L'environnement artistique inspire son regard et son regard influence l'art. Ses photographies ont un contenu physique mais aussi psychique. Ses images sont habillées d'un message. Il travaille dans la retenue, sa démarche est toujours « attentionnée ». 